# Hotel Moskva
El Hotel Moskva (en serbio cirílico: Хотел Москва; en español: Hotel Moscú), construido en 1906 es uno de los más antiguos que aún se encuentran en funcionamiento de Belgrado, así como de toda Serbia. Además de ser un hotel, el edificio del Hotel Moskva es uno de los más reconocidos de Belgrado, un valioso monumento arquitectónico y como tal se encuentra bajo protección gubernamental.

## Ubicación
El Hotel Moskva se ubica en la Plaza Terazije, en el corazón del centro de Belgrado. Se encuentra localizado en el cruce de tres avenidas: Terazije, Prizrenska y Balkanska. Su ubicación en la parte alta de Plaza Terazije le proporciona una fantástica vista de Novi Beograd, al otro lado del río Sava. Además de otros edificios comerciales en los alrededores se localizan otros dos hoteles, el Balkan y el Kasina, atravesando la calle Prizrenska y la calle Terazije respectivamente. También se encuentran cercanos el Palacio Albania y la fuente Terazije, construida en 1860, la cual está declarada centro administrativo de Belgrado.

## Historia
La posada "Velika Srbija" se localizaba en el terreno que actualmente ocupa el hotel. Se inició la construcción del Hotel Moskva en 1906 y abrió sus puertas el 16 de enero de 1908. Se reconoce la importancia que tuvo en ese tiempo en el hecho de que fue inaugurado por el rey de Serbia, Pedro I Karađorđević. El hotel fue construido con capital ruso, de ahí su nombre. Poco después de haber sido abierto se convirtió en la sede del Comité Olímpico de Serbia y del Club de Periodistas y Escritores. En 1923 el Banco de Ahorro Postal tomó posesión del hotel, y a su vez fue cedido al Banco Nacional de Yugoslavia en 1938. Durante la Segunda Guerra Mundial, el hotel fue sede de la Gestapo en 1941, transformándolo en sus cuarteles generales, y siendo renombrado como Velika Srbija, el nombre original de la posada. El cuartel general tenía su propio generador de electricidad y fuentes de agua y fue uno de los últimos edificios liberados al final de la guerra. Durante la retirada alemana de 1944, pinturas originales de grandes maestros, utensilios de oro y plata que pertenecían al hotel fueron saqueados. En el periodo de postguerra se convirtió en el lugar favorito de la élite cultural. El ganador del Premio Nobel de Literatura, Ivo Andrić, tenía su propia mesa en el restaurante, y el poeta Vasko Popa era un visitante frecuente.

## Arquitectura
El hotel fue diseñado por el arquitecto Jovan Ilkić, en el estilo Secesión, muy arriesgado para ese tiempo, dándole a Belgrado una cara moderna durante la transformación que se llevó a cabo al principio del siglo XX. La característica más impresionante, aun a primera vista, es la fachada suave y brillante hecha de mosaicos cerámicos. Originalmente tenía 36 habitaciones pero después de muchas renovaciones actualmente tiene 132 habitaciones (de las cuales 40 son duplex) y 6 apartamentos.

## Huéspedes famosos
El Hotel Moskva tiene cuatro estrellas. Ha recibido 36 millones de visitas durante el último siglo, incluyendo a celebridades como los generales serbios Živojin Mišić y Petar Bojović, el inventor Mijaíl Kaláshnikov, el científico Albert Einstein, los deportistas Anatoly Karpov, Garry Kasparov y Carl Lewis, actores como Robert De Niro, Kirk Douglas, Milla Jovovich, Jack Nicholson y Michael Douglas, directores de cine como Alfred Hitchcock, Roman Polanski y Miloš Forman políticos como Nikola Pašić, Rajiv Gandhi, Yasser Arafat, Indira Gandhi, Muammar al-Gaddafi, Leonid Brézhnev y Richard Nixon, cantantes y tenores como Luciano Pavarotti, Yves Montand, Ray Charles y Bob Geldof, escritores como Máximo Gorki, Orson Welles, Rebecca West, Jean-Paul Sartre, entre muchos otros. Los retratos de los huéspedes famosos se pueden ver en los corredores del hotel.

## Características

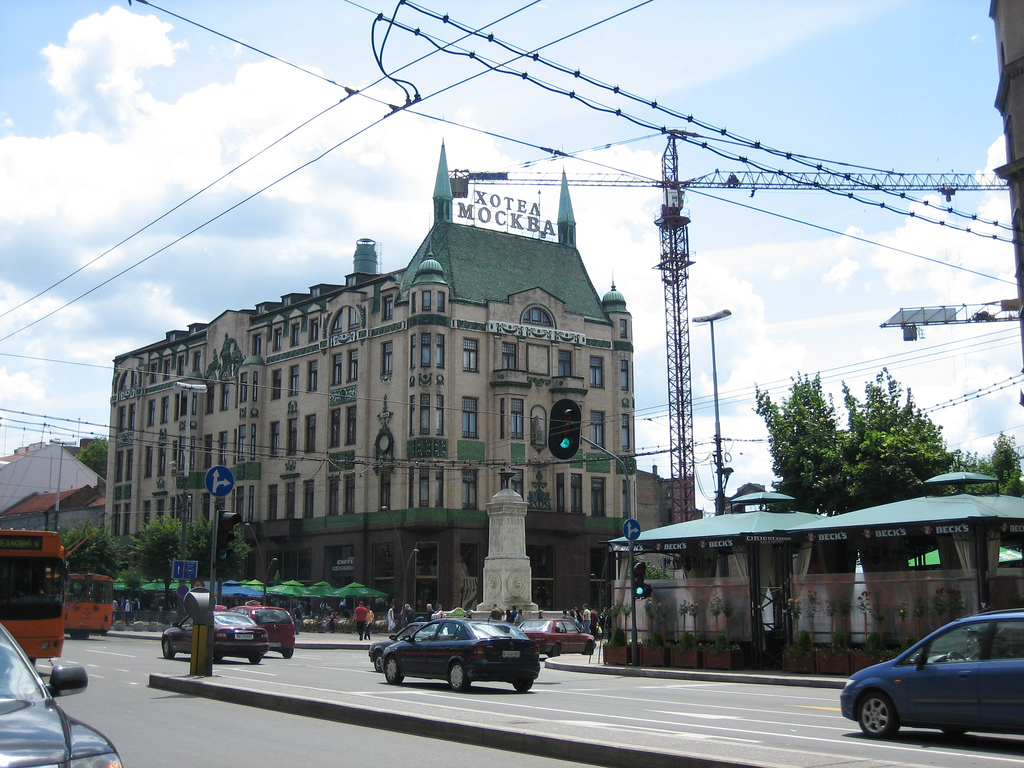
Hotel Moskva, en la plaza Terazije.

El hotel es famoso por su restaurante y repostería. Un pastel nombrado igual que el hotel, Moskva šnit, fue creado en 1974. Originalmente, el hotel combinaba la cocina francesa y serbia, pero actualmente ofrece una variedad de estilos, siendo uno de los pocos en Belgrado que sirven comidas vegetarianas. Hay dos restaurantes (uno con cocina internacional y el otro con cocina nacional). También tiene una barra de bocadillos, un famoso café de estilo antiguo y un jardín veraniego el cual es muy popular no solo entre los huéspedes sino también con los lugareños. Las acciones del Hotel Moskva han cotizado en la Bolsa de Belgrado desde septiembre de 2005.

## Futuro
El actual dueño del Hotel Moskva (desde el verano de 2005) es la compañía Suiza Netwest Finance, que anunció un plan de reconstrucción para después del Festival de la Canción de Eurovisión 2008 en mayo de ese año. Se planea que los trabajos duren un año después del cual se supone que el hotel será renovado, expandido y elevado a una nueva categoría como hotel de cinco estrellas. La expansión comprenderá la construcción de un estacionamiento, salón de congresos y centro comercial.